# Жорновка (Белыничский район)
Жорновка (бел. Жорнаўка) — упразднённый посёлок, входивший в состав Техтинского сельсовета Белыничского района Могилёвской области Белоруссии. Посёлок был упразднён в 2015 году.

## Население
- 2010 год — 0 человек